# Carceri Nuove

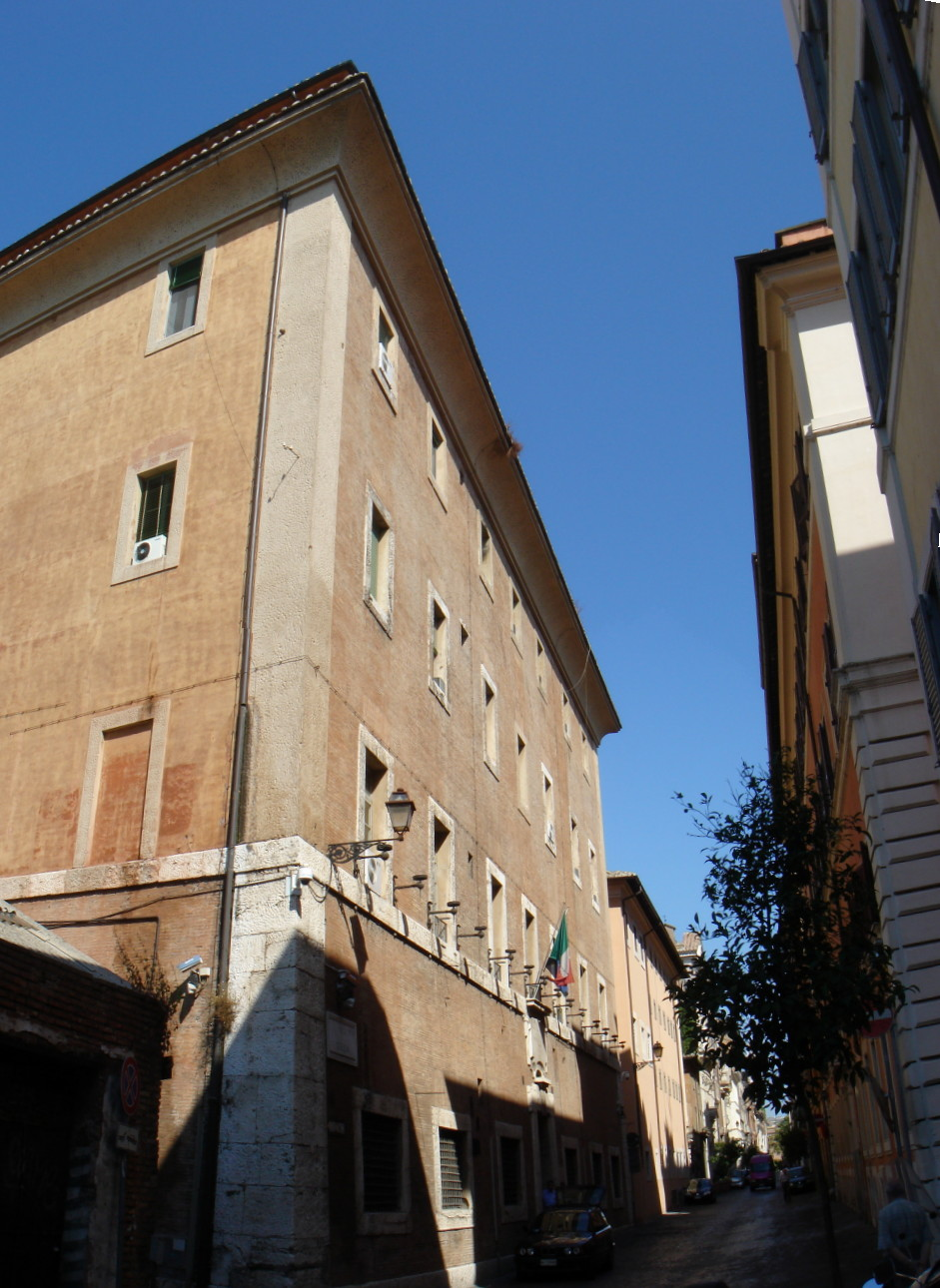
Vista do palácio a partir da Via Giulia.

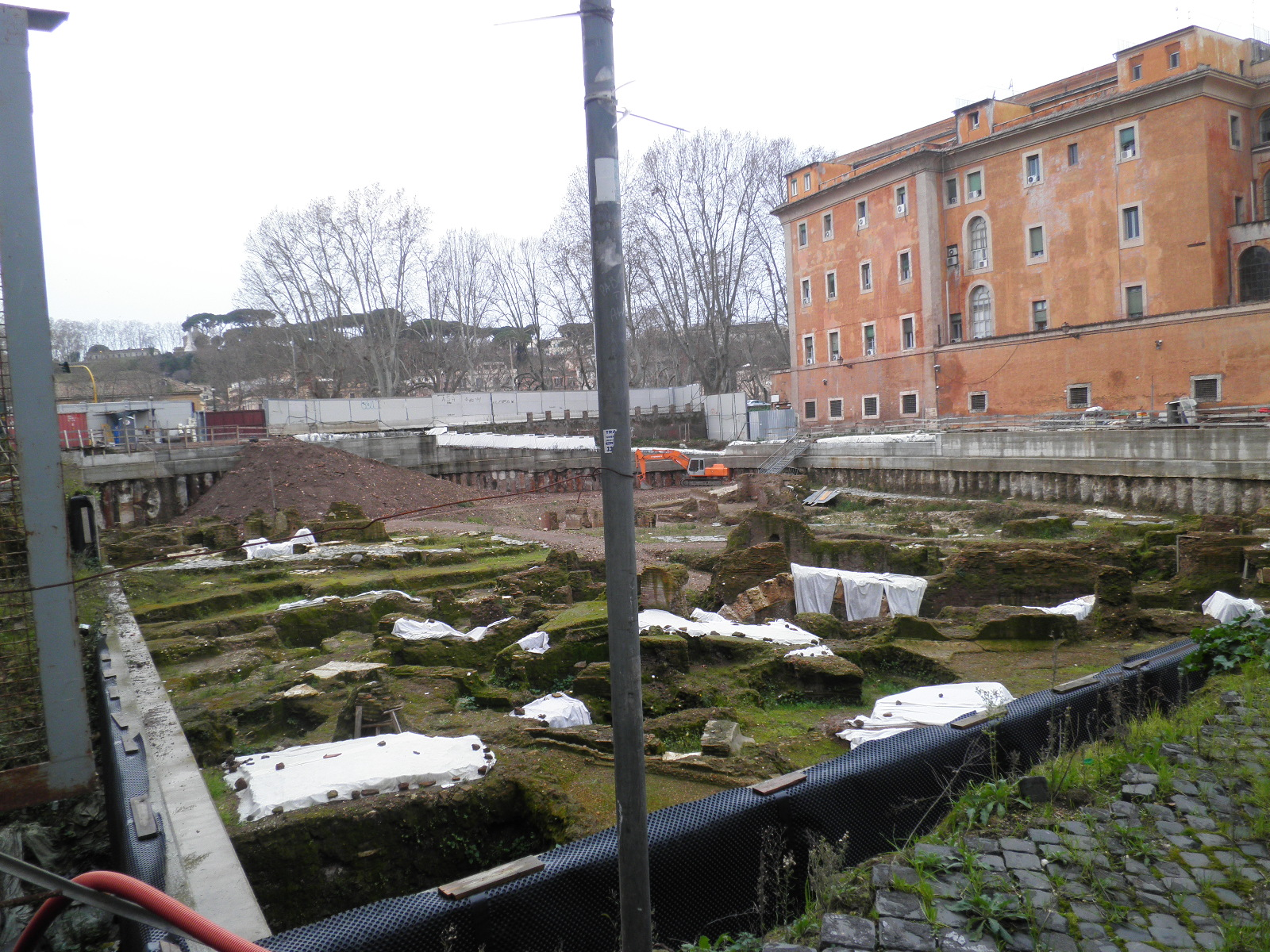
Lateral do palácio a partir das escavações no Largo Perosi.

Carceri Nuove ou Carcere Nuove é um palácio localizado no número 52 da Via Giulia, no rione Regola de Roma, quase em frente à igreja de San Filippo Neri in Via Giulia.

## História
As prisões medievais de Roma era a Tor di Nona, perto da Ponte Sant'Angelo, e a Corte Savella, ambas com péssima reputação. Em 1655, o papa Inocêncio X Pamphilj construiu o Carcere Nuove, uma nova prisão projetada por Antonio Del Grande. Na época, a nova prisão era considerada exemplar no tratamento humano garantido aos detentos, como revela a inscrição sobre o portal:"IUSTITIAE ET CLEMENTIAE SECURIORI AC MITIORI REORUM CUSTIODAE NOVUM CARCEREM INNOCENTIUS X PONT MAX POSUIT ANNO DOMINI MDCLV" ("Inocêncio X, pontífice máximo, erigiu no ano do Senhor 1655 o novo cárcere para a justiça, clemência e por uma custódia mais humana e segura dos condenados"). Com a morte do papa, no mesmo ano, a obra foi terminada por seu sucessor, papa Alexandre VII, que utilizou o edifício temporariamente como local de quarentena durante a peste de 1656.
O edifício foi utilizado como prisão até 1883, quando foi substituído por uma nova instituição situada do outro lado do rio, no local onde ficava o antigo mosteiro de Regina Coeli, conhecida por isso como Carcere di Regina Coeli. Depois de passar um tempo servindo apenas como cárcere temporário, foi utilizado como prisão de menores até que, em 1931, tornou-se sede do Centro de Estudos Penitenciários, com uma biblioteca especializada, e de um famoso Museu de História Criminal. Atualmente, o edifício abriga os escritórios da justiça juvenil, uma escola para formação de agentes carcereiros e um instituto de pesquisa.
A única grande alteração no projeto original da Via Giulia ocorreu em 1931, quando alguns edifícios, incluindo a pequena igreja de San Niccolò degli Incoronati, do lado esquerdo do Carceri Nuove foram demolidos para a passagem de uma nova via que ligaria a nova marginal do Tibre (lungotevere) na Ponte Giuseppe Mazzini com o Corso Vittorio Emanuele II, um projeto que depois foi abandonado sem novas demolições.

## Descrição
A fachada do palácio é de tijolos com uma cornija marcapiano e cantoneiras em travertino, com seis janelas no plano térreo com grades, entre as quais se abre no meio um belo portal com uma grande pedra angular no centro da arquitrave encimado pela inscrição já mencionada. Acima estão três pisos de seis janelas cada um.